# Pellána
Pellána, en grec moderne : Πελλάνα, est un village et un ancien dème du district régional de Laconie, en Grèce. Depuis 2010, il est fusionné au sein du dème de Sparte.
Selon le recensement de 2011, la population du dème compte 2 422 habitants tandis que celle du village s'élève à 262 habitants.